# بینو
بینو (به ایتالیایی: Bienno) یک کومونه در ایتالیا است که در استان برشا واقع شده‌است.

## خصوصیات
بینو ۳۰ کیلومترمربع مساحت و ۳٬۶۱۹ نفر جمعیت دارد و ۴۴۵ متر بالاتر از سطح دریا واقع شده‌است.

## نگارخانه

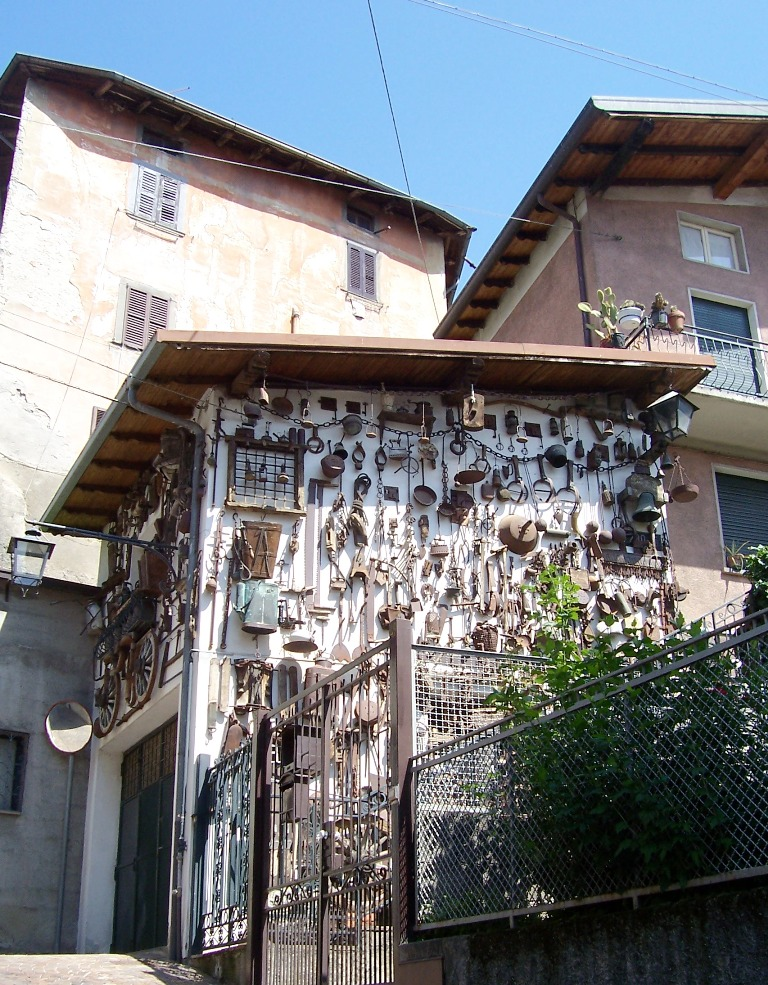
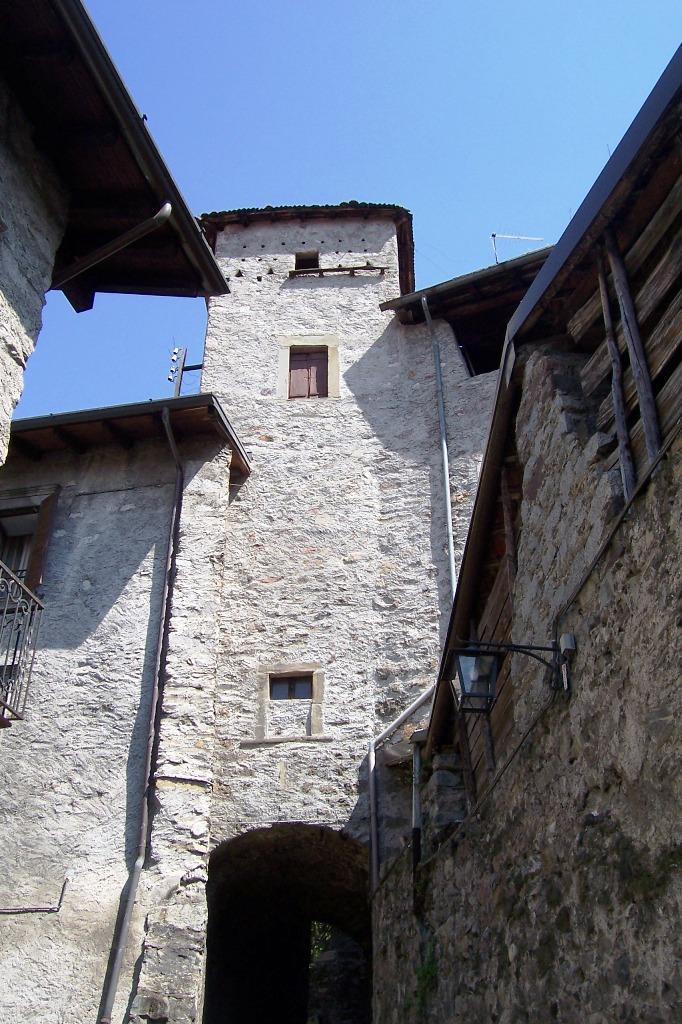
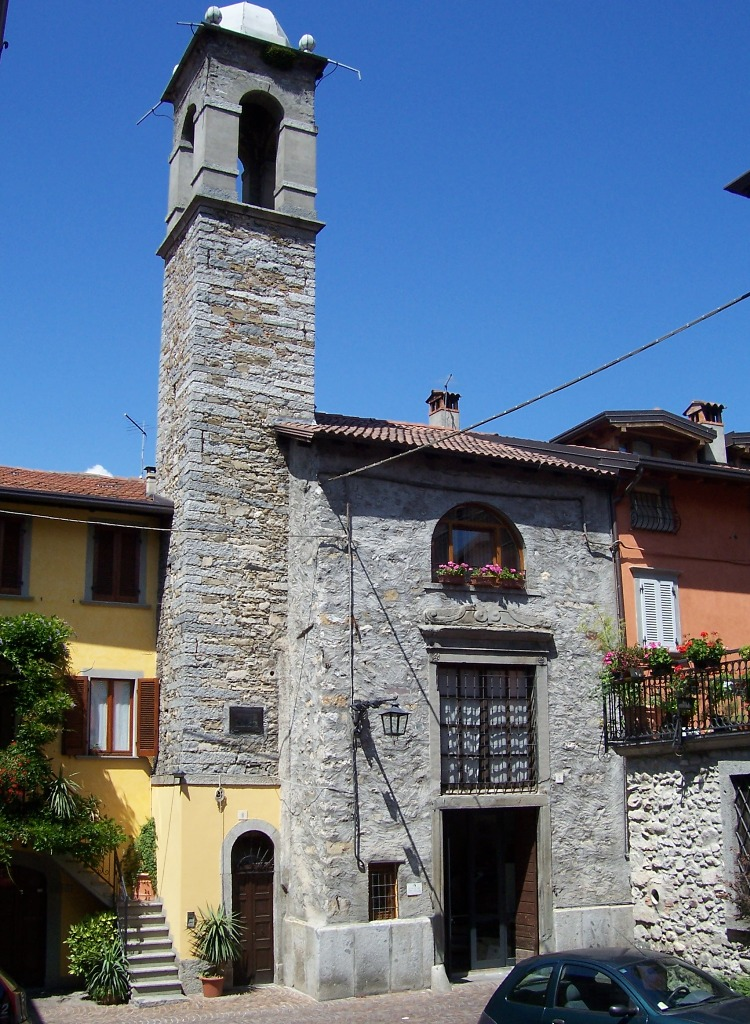
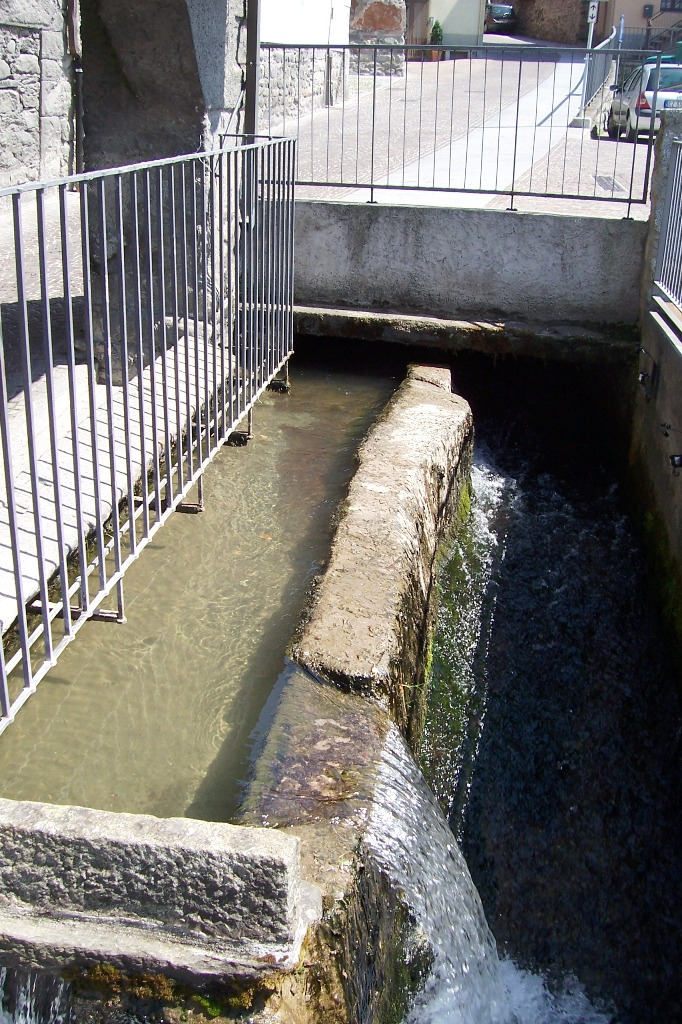
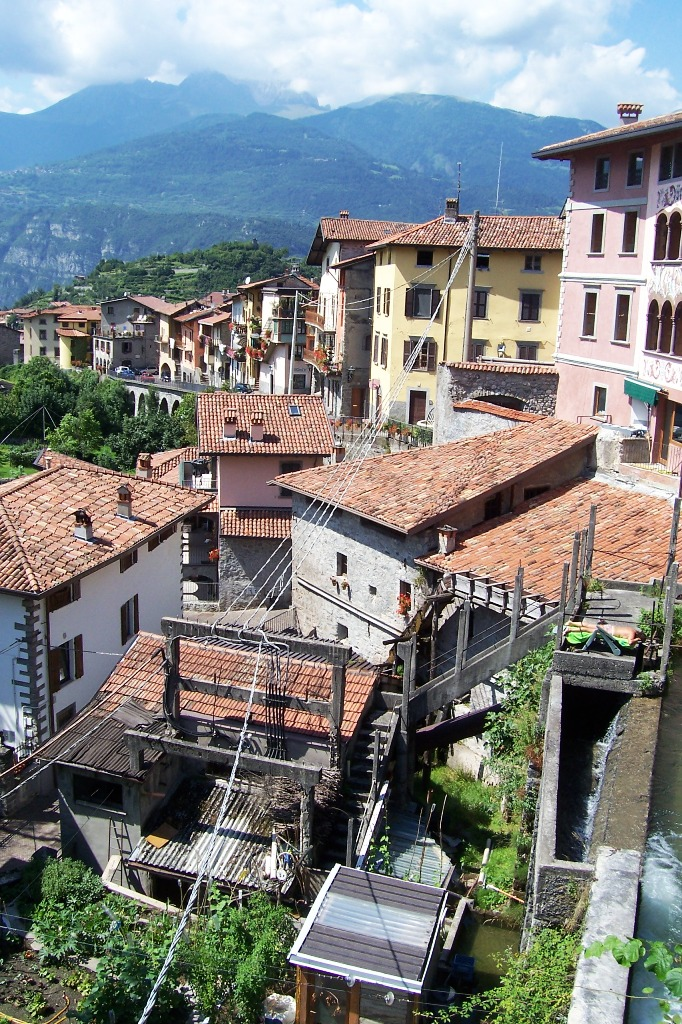
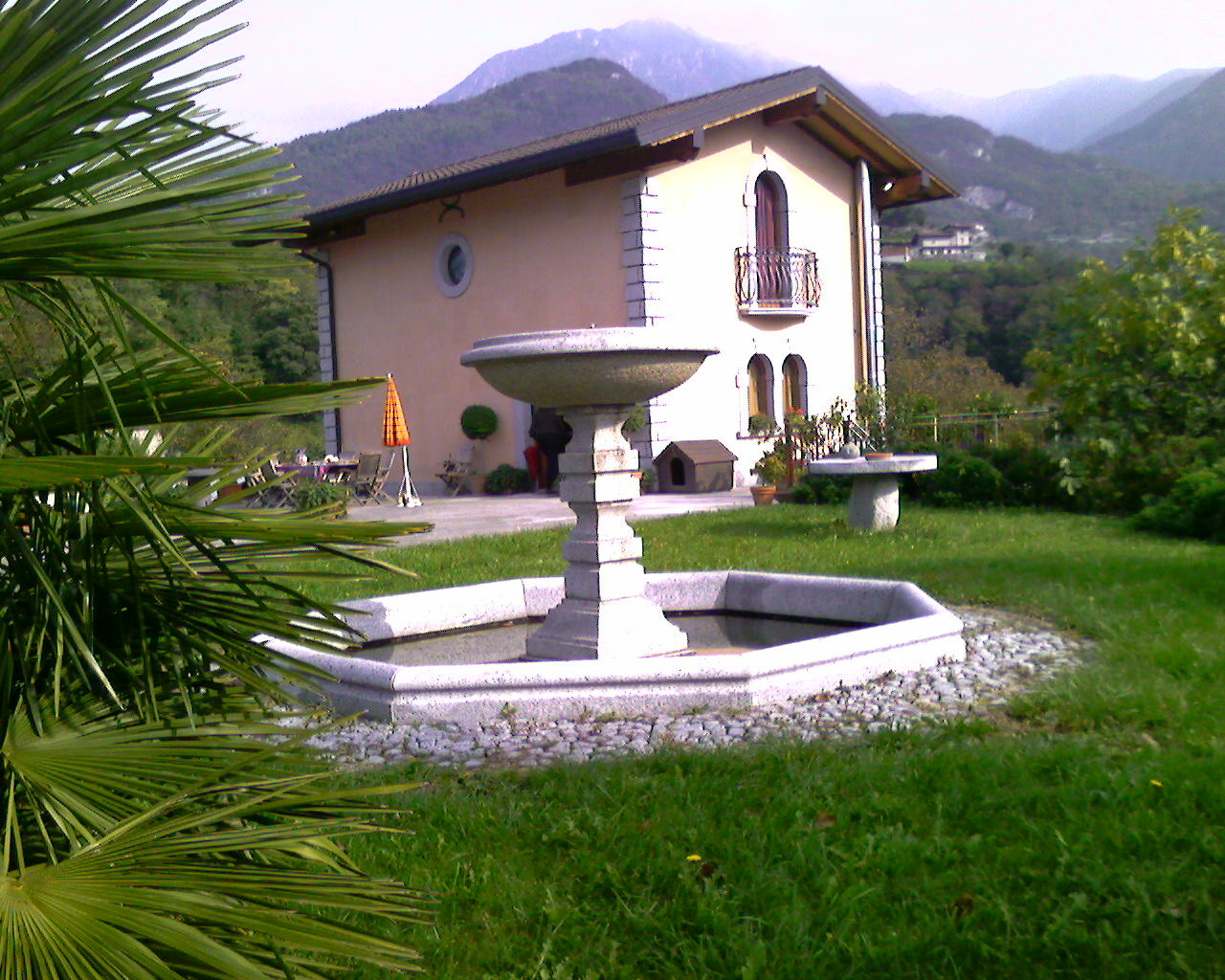
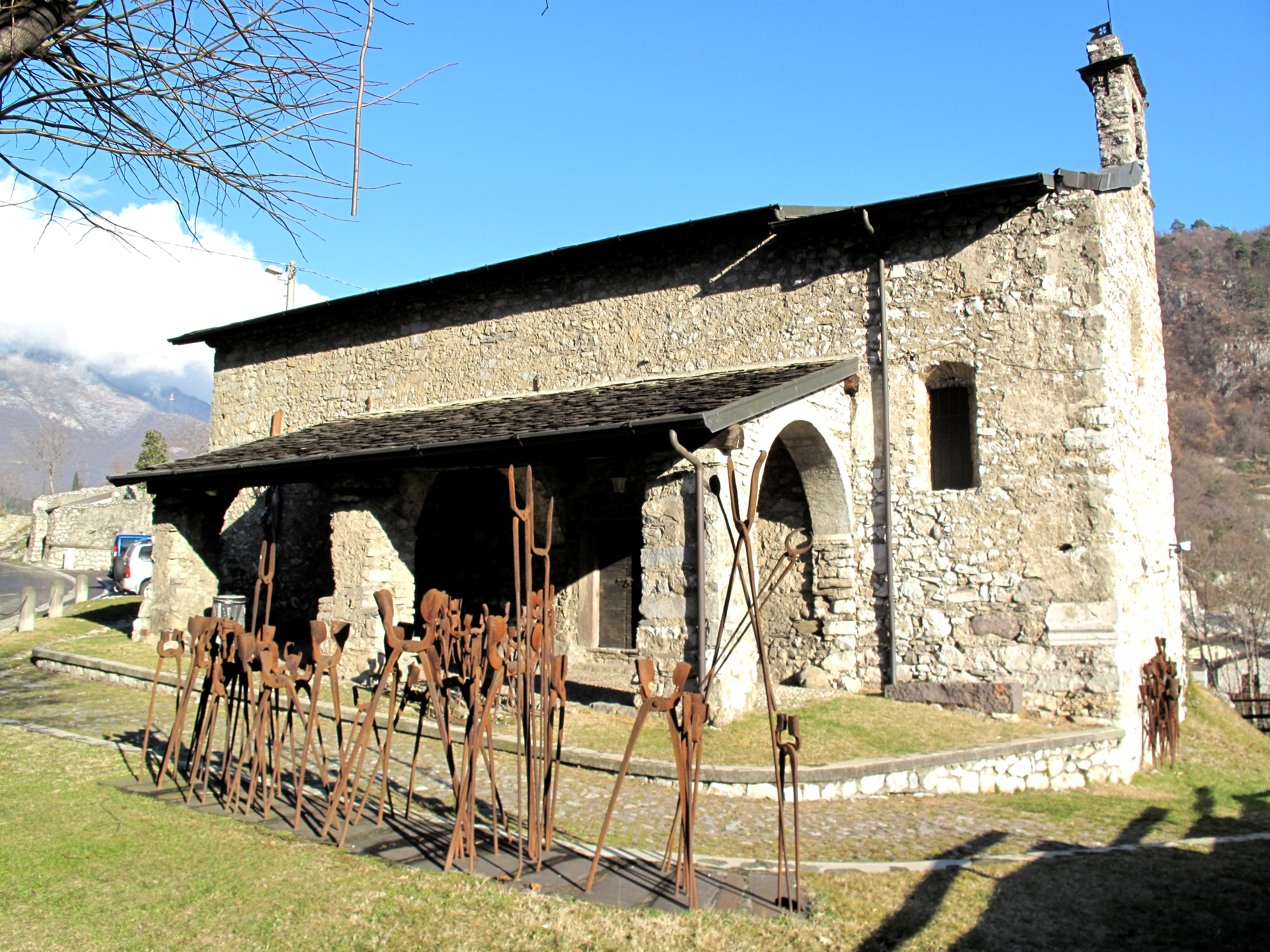
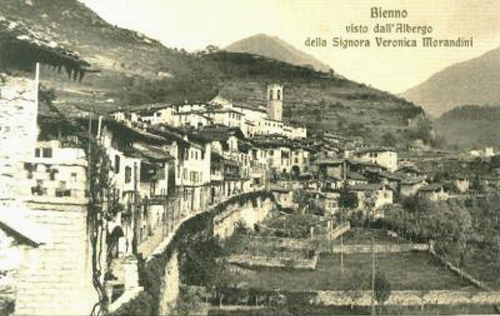